# Physocephala melana
Physocephala melana är en tvåvingeart som beskrevs av Camras 1960. Physocephala melana ingår i släktet Physocephala och familjen stekelflugor. Inga underarter finns listade i Catalogue of Life.